# Grant Goldschmidt
Grant Goldschmidt (* 16. April 1983 in Kapstadt) ist ein südafrikanischer Beachvolleyballspieler.

## Karriere
Goldschmidt begann seine Karriere im Hallen-Volleyball und spielte für die Nationalmannschaft. 2005 nahm er mit Jerome Fredericks erstmals an einem Beach-Turnier der FIVB teil und belegte den 25. Platz. Nachdem er in den folgenden beiden Jahren international nicht angetreten war, bildete er 2008 ein Duo mit Gershon Rorich. Goldschmidt/Rorich absolvierten vier Open-Turniere in Europa und belegten dabei die Plätze 41 und 57. Die Qualifikation für die Olympischen Spiele in Peking verpasste Goldschmidt jedoch wegen einer Verletzung. 2009 und 2010 war er bei internationalen Turnieren wieder nicht aktiv.
Seit 2011 bildet er ein Duo mit Freedom Chiya. Im September gewannen Goldschmidt/Chiya das Beachvolleyball-Turnier der Afrikaspiele in Maputo durch einen Sieg im Endspiel gegen ein Duo aus Angola. 2012 spielten sie bei den Prag Open und den Grand Slams in Berlin und Gstaad, ohne vordere Plätze zu belegen. Ein weiterer Erfolg gelang den beiden Südafrikanern hingegen im April 2012, als sie den Continental Cup für sich entschieden und sich damit für die Olympischen Spiele in London qualifizierten. Dort konnten sie in ihren drei Gruppenspielen allerdings keinen Satz gewinnen und schieden nach der Vorrunde aus.